# Altin Çuko
 (mai 2017).
Si vous disposez d'ouvrages ou d'articles de référence ou si vous connaissez des sites web de qualité traitant du thème abordé ici, merci de compléter l'article en donnant les références utiles à sa vérifiabilité et en les liant à la section « Notes et références ».
Altin Çuko (né le 21 juin 1974 en Albanie et mort le 5 mars 2025) est un joueur de football albanais, qui évoluait au poste d'Attaquant.

## Biographie
Il a été le meilleur buteur du Klubi i Futbollit Laçi sur une saison, avant de se faire détrôner par Artur Faite Rexhinaldo.

## Palmarès
Laçi
- Championnat d'Albanie :
  - Meilleur buteur : 1995-96 (21 buts).